# Rosa Queralt Doménech
Rosa Queralt Doménech (Barcelona, 1940 - 16 d'abril de 2018) va ser una docent, crítica d'art i comissària d'exposicions catalana.
Després d'haver rebut formació i haver-se llicenciat en Filosofia i Ciències de l'Educació per la Universitat de Barcelona, des de l'any 1973 treballà de forma gairebé exclusiva i independent en l'àmbit de l'art contemporani, en el qual també va exercir tasques docents. Ha escrit diversos llibres sobre art i també en catàlegs, premsa i revistes especialitzades com Lápiz, Quadern de les idees, les arts i les lletres i Arte y parte. Ha realitzat programes de ràdio i televisió i participat en jurats i en l'assessorament de col·leccions. Fonamentalment, però, ha destacat especialment per la seva tasca relacionada amb el comissariat d'exposicions. Així, durant gairebé tres dècades va ser comissària d'institucions tant importants com la Fundació Joan Miró, el Museu d'Art Contemporani de Barcelona (Macba), la Fundació La Caixa, el Museu Reina Sofia o el Círculo de Bellas Artes. A banda, l'any 2001 va ser la primera directora de la fira d'art contemporani iberoamericà Foro Sur, al capdavant del qual ha continuat estant durant més de deu edicions. Queralt va estar lligada a l'Associació Catalana de Crítics d'Art, de la qual va ser membre fins a la seva jubilació i també secretària de la primera junta de l'associació.
Queralt es va donar a conèixer com a crítica d'art en diverses publicacions sobre art contemporani durant l'època de la transició democràtica, arribant a destacar a causa de la seva aposta per les exposicions col·lectives, o "mostres de tesi", davant la preferència generalitzada per les mostres individuals. A través d'aquestes exposicions col·lectives els comissaris d'exposicions com ella intentaven explicar l'esclat generacional dels anys vuitanta. Queralt es va implicar com a curadora independent en mostres que també compartia amb altres crítics i directors de museus. No va exercir càrrecs de direcció d'institucions, però, va tenir un gran paper com a assessora d'entitats, i especialment com a comissària d'exposicions. Així, va ser membre de la Comissió d'Experts del Patronat del Museu d'Art Contemporani d'Eivissa durant més de 25 anys, fins al final dels seus dies. La seva darrera col·laboració amb el MACE va ser la residència d'investigació patrocinada per l'Institut d'Estudis Baleàrics, sobre Carl van der Voort.